# Marchirolo
Marchirolo – miejscowość i gmina we Włoszech, w regionie Lombardia, w prowincji Varese.
Według danych na rok 2004 gminę zamieszkiwały 3153 osoby, 630,6 os./km².